# Rustam Totrow
Rustam Stanisławowicz Totrow (ros. Рустам Станиславович Тотров ; ur. 15 lipca 1984 we Władykaukazie) – rosyjski zapaśnik, wicemistrz olimpijski, brązowy medalista mistrzostw świata.
Największym jego sukcesem jest srebrny medal igrzysk olimpijskich w Londynie w kategorii 96 kg. W tej kategorii zdobył również brązowy medal mistrzostw świata w 2011 roku. 
Siódmy na mistrzostwach Europy w 2012. Drugi w Pucharze Świata w 2014; czwarty w 2011 i piąty w 2010. Pierwszy na Światowych Igrzyskach Sportów Walki w 2013. Mistrz Rosji w 2008 i 2012, drugi w 2011 i 2013 i trzeci w 2015 roku.